# Ut (groupe)
Pour les articles homonymes, voir Ut.
Ut est un groupe de no wave américain, originaire de New York. Il est formé en décembre 1978 et séparé en 1989. Le groupe acquert une importante notoriété sur la scène underground no wave grâce à son son de guitare abrasif et dissonant, mélange de rock, free jazz et avant-garde. Pour l'agressivité de sa musique, le groupe est comparé à Liliput, The Slits ou encore The Au Pairs.

## Biographie
Le groupe est au départ formé de Nina Canal (qui avait déjà travaillé dans Dark Days avec le précurseur de la no wave Robin Crutchfield, et surtout Rhys Chatham), Jacqui Ham et Sally Young, puis furent rejoints brièvement en 1979 par la cinéaste Karen Achenbach, avant de redevenir un trio et gagner Londres. 
Leurs premières productions furent publiées sur leur propre label Out Records. Ils deviennent rapidement un favori de John Peel, qui enregistre plusieurs de ses prestations. Le groupe rejoint Blast First en 1987. Le groupe effectue diverses tournées au Royaume-Uni avec des groupes tels que The Fall et The Birthday Party ainsi qu'en Europe. Le groupe se sépare en 1989, après un dernier concert en Mars à Paris. Jacqui Ham reste la seule membre active au point de vue musical avec son groupe Dial. Cependant Nina Canal continue à jouer sur scène avec Rhys Chatham.
Le groupe se reforme pour un concert surprise à Londres le 1er juillet 2010, un concert à New York est prévu en novembre.

## Discographie
- 1981 : UT Live (cassette ; Out Records)
- 1984 : UT (EP ; Out Records)
- 1985 : Confidential (12 ; Out Records)
- 1986 : Conviction (Out Records/Blast First)
- 1987 : Early Live Life (Blast First)
- 1988 : In Gut's House (Blast First)
- 1989 : Griller (Blast First)